# Polscy tłumacze Hamleta
Dotychczas najpełniejszą listę polskich tłumaczy Hamleta Williama Szekspira, których przekłady ukazały się w latach 1797-1997 stworzył Dawid Jung. Wśród najwybitniejszych tłumaczy szekspirowskiego dramatu (w całości lub fragmentach), znaleźli się m.in.: Wojciech Bogusławski, Cyprian Kamil Norwid, Jarosław Iwaszkiewicz, Roman Brandstaetter i Stanisław Barańczak. Pierwszego przekładu na język polski dokonano w 1797 r., jednakże Wojciech Bogusławski tłumaczył dzieło nie z języka angielskiego, lecz niemieckiego.

## Chronologia polskich przekładów
- Wojciech Bogusławski (1757-1829)

Przekład z 1797, opublikowany ze znacznymi zmianami w 1821 - Hamlet, królewicz duński, tragedia w 5 aktach. Dzieła dramatyczne, t. 4, (Warszawa), przekład z niemieckiego według Schroedera.
- Andrzej Horodyski (1773-1857)

Rps, w przekładzie tym grano Hamleta w Warszawie w 1799.
- Jan Nepomucen Kamiński (1777-1855)

Hamlet, królewicz duński, tragedia w 5 aktach w angielskim języku przez wiekopomnego Szekspira napisana..., Mińkowce, 1805, przekład z niemieckiego według Schroedera.
- Stanisław Trembecki (1737-1812)

Monolog Hamleta, pierwodruk w: Tygodnik Wileński, 1820, t. 9, nr 154, s. 1-4, przedruk: Kraków, 1925, w: Biblioteka Narodowa, seria 1, nr 80.
- Ignacy Hołowiński (1807-1855)

Hamlet, xiąże duński. Dzieła Williama Shakespeare, t. 1,  Wilno: T. Glücksberg, 1839, s. 7-210.
- Cyprian Kamil Norwid (1821-1883)

Hamlet, akt I, scena 2, przekład z 1855, wydał Tadeusz Pini w: Pamiętnik Literacki, 1907, s. 106-111.
- Jan Komierowski

Hamlet, Dramata Willjama Shekespear'a, Warszawa: S. Orgelbrand, 1857.
- Józef Paszkowski (1817-1861)

Hamlet, królewicz duński, dramat w 5 aktach, Biblioteka Warszawska, 1862, t. 1.
- Krystyn Piotr Ostrowski (1811-1882)

Hamlet, królewic duński. Dramat w 5 aktach, Lwów, 1870.  
- Jan Kasprowicz (1860-1926)

Hamlet, królewicz duński. Tragedia w 5 aktach, Lwów: Gubrynowicz, 1890, Biblioteka Mrówki 262-263.
- Władysław Matlakowski (1850-1895)

Hamlet, królewicz duński, Kraków: Tłocznia Wszechnicy Jagiellońskiej pod zarządem A. M. Kosterkiewicza, 1894.
- Leon Ulrich (1811-1885)

Hamlet, Dzieła dramatyczne, t. 4, objaśnienia J. I. Kraszewski, Kragów: G. Gebethner i Spółka, Warszawa: Gebethner i Wolff, 1895.
- Kazimierz Zalewski (1849-1919)

Rps, zob. Piotr Chmielowski, Nasza literatura dramatyczna, t. 2, Petersburg, 1898.
- Zdzisław Skłodowski (1841-1914)

Hamlet, królewicz duński. Tragedia w 5 aktach. Przekład z 1908 r., wydany i częściowo przerobiony przez Józefa Skłodowskiego, Warszawa, 1935.
- Tadeusz Miciński (1873-1918)

Hamlet, fragment aktu IV, rps, grany w Moskwie w 1916 r., opublikowany w: Wiadomości Literackie, 1939, nr 22, s. 2, z komentarzem Arnolda Szyfmana.
- Andrzej Tretiak (1886-1944)

Hamlet. Tragedia w 5 aktach, Kraków, 1922, Biblioteka Narodowa, seria 2, nr 20.
- Jarosław Iwaszkiewicz (1894-1980)

Hamlet, rps 1939, opublikowany akt I, scena 2 w: Teatr, 1947, nr 4-5, s. 14-24, całość opublikowana w 1954, Warszawa: PIW.
- Roman Brandstaetter (1906-1987)

Hamlet, akt II, scena2, w: Dziennik Literacki, 1950, nr 39, pełne wydanie: Hamlet, królewicz duński, Warszawa: PIW 1951.
- Witold Chwalewik (1900-1985)

Rps. 1950, przekład filologiczny tekstu Folio I, częściowo opublikowany w: Twórczość, 1952, nr 7, s. 121-142, pełne wydanie Kraków: Wydawnictwo Literackie, 1975. 
- Władysław Tarnawski (1885-1951)

Hamlet, królewicz duński, Wrocław: Zakład Narodowy im. Ossolińskich, 1953.
- Jerzy Sito (1934-2011)

Hamlet, książę duński, Warszawa: PIW, 1968.
- Maciej Słomczyński (1920-1998)

Tragiczna historia Hamleta księcia Danii, posłowie Juliusz Kydryński, Kraków: Wydawnictwo Literackie, 1978. Hamlet w przekładzie Słomczyńskiego był wystawiony w 1981 w Narodowym Starym Teatrze im. Modrzejewskiej w Krakowie, reż. Andrzej Wajda, z udziałem m.in. Jerzego Stuhra, Jerzego Treli i Krzysztofa Globisza. 
- Juliusz Kydryński (1921-1994)

Hamlet. Quarto 1603, wraz z posłowiem tłumacza, Kraków: Wydawnictwo Literackie 1987.
- Stanisław Barańczak (1946-2014)

Hamlet, książę Danii, rys. Andrzej Wajda, Poznań: W Drodze 1990 i 1994, ponowne wydanie Hamlet, posłowie Willard Farnhama, Kraków: Znak, 1997.
- Ryszard Długołęcki (1933-)

Hamlet, książę Danii, w: Zeszyty Poetyckie, Bydgoszcz, 2013.